# Iglesia de Santa Eulalia de los Catalanes
La iglesia de Santa Eulalia de los Catalanes es un templo de culto situado en el centro histórico de Palermo en la isla de Sicilia en Italia. Está ubicada cerca del mercado de la Vucciria, la calle Platería y la Fontana del Garrafo.
En documentos oficiales era llamada "Chiesa di Santa Eulalia della nazione Catalana".

## Culto de Santa Eulàlia
La iglesia de Santa Eulàlia de Palermo fue edificada, no se sabe cuándo, a instancia de la comunidad de catalanes y aragoneses instalados en la ciudad desde el siglo XIII.

## Fachada y exterior
La fachada es de estilo plateresco con una rica ornamentación. Consta de tres órdenes con columnas. El arco central acoge el escudo del reino de España entre cuatro columnas de mármol en forma de escultura exenta (columnas de Hércules con el lema “Plus ultra”). Por debajo, visible pero esculpido a la pared, hay el escudo de Barcelona.

## Interior
La planta es de cruz griega. Los muros conservan algunos fragmentos de frescos del siscents. Dos cornisas separan el espacio vertical. Cuatro columnas de mármol de Barcelona ayudadas por pilastras sostienen una cúpula octogonal.
- El altar mayor es de mármol policromado. Detrás, a la pared en un tipo de capilleta, hay un gran panel rectangular que muestra el cielo azul con el Solo y la Luna y muchas estrellas, representando la Creación. Antiguamente había una imagen de la Santísima Trinidad.
- Al lado derecho (brazo derecho de la cruz) hay un altar de mármol policromado. A los pies del altar, reponiendo sobre tierra, hay dos campanas de bronce. Son las que eran al campanario que fue demolido después del terremoto de 1823 (Según una fotografía se puede leer “Monastero”, palabra en relieve en la misma campana cuando se fundió).[7]
- Al lado izquierdo (brazo izquierdo de la cruz) hay la capilla de Santa Eulalia.
- En la pared derecha hay dos capillas:
  - Una capilla de la Virgen de Montserrat. había un retablo de la Virgen entre ángeles y cinco peregrinos arrodillados pintado por Gerardo Astorino el 1636. (Actualmente en el Museo Diocesano di Palermo).[8]
  - Otra capilla de la Virgen de Montserrat. Exponía un retablo de la Virgen con el niño Jesús al cuello entre ángeles. A los pies las figuras de Sant Vicens Ferrer, Santa Eulalia y Santa Cristina, obra de Giuseppe Sirena (discípulo de Vincenzo da Pavia). (Retablo y figuras actualmente al Museo Diocesano di Palermo).
- Desde 1874 hay un altar de la destruida iglesia de San Giovanni dei Tartari.